# Tholera signata
Tholera signata là một loài bướm đêm trong họ Noctuidae.